# یک تصویر ناطق
یک تصویر ناطق (به انگلیسی: A Talking Picture) فیلمی محصول سال ۲۰۰۳ و به کارگردانی مانوئل دی الیویرا است. در این فیلم بازیگرانی همچون کاترین دنو، جان مالکوویچ، ایرنه پاپاس، استفانیا ساندرلی و لئونور سیلویرا ایفای نقش کرده‌اند.

## چکیده داستان
رزا ماریا استاد جوان تاریخ دانشگاه لیسبون است. او به همراه دخترش ماریا جوآنا به یک سفر دریایی در دریای مدیترانه می رود و پس از آن باید شوهرش را در بمبئی ملاقات کند. کشتی در شهرهای مختلف متوقف می شود، جاهایی که رزا ماریا تنها از طریق کتاب ها می شناسد و این فرصتی برای اوست تا واقعاً این شهرها را از نزدیک ببیند و کشف کند.
در طول این سفر دریایی، زن جوان با چندین شخصیت، سه زن و یک مرد، ناخدای کشتی، از ملیت های مختلف آشنا می شود. در طول وعده های غذایی با هم می خورند، هر یک به زبان مادری خود صحبت می کند و موفق می شود منظور خود را به دیگران برساند، این جامعه کوجک نوعی برج بابل را بازآفرینی می کند.